# 猶太區

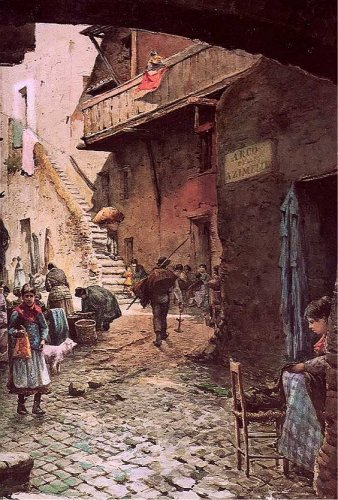
1880年画的一副罗马犹太区水彩画。

猶太區又猶太人區，历史上又称为隔都（ghetto），是指中世纪和近代在歐洲和中东地区市区中因社會、政治或經濟等因素而被劃分出來作為猶太人居住的地區。现代西方语言里的“ghetto”已经不用来称呼犹太区，现在一般用来称呼市区中的贫民区或少数民族的聚集区。

## 历史
在中世纪犹太人在欧洲属于少数种族、由于种族歧视而比较贫困。很多欧洲城市设立了犹太区、犹太人只允许在此区域内居住。西方语言的词汇“ghetto”（隔都）就是中世纪威尼斯共和国的猶太區名称而来。
十八世纪，拿破仑向往宗教平等，在他侵略欧洲其他国家时，解除了许多西欧城市的犹太人必居犹太区的法律。
十九世纪的犹太解放运动再次同等化欧洲犹太人的地位。
二十世纪，二战时期希特勒暂时复原了犹太区的法律，后掀起了犹太人大屠杀。